# Pop (canal de televisión estadounidense)
Pop, comúnmente conocido como Pop TV (anteriormente conocido como Electronic Program Guide, Prevue Guide, Prevue Channel, TV Guide Channel y TV Guide Network), es un canal de televisión de pago estadounidense propiedad de Paramount Global bajo su división de redes a través de MTV Entertainment Group. Es un canal de entretenimiento general, que se enfoca principalmente en programas relacionados con la cultura popular.
La red se lanzó originalmente en 1981 como un servicio de canal de barker que proporcionaba una visualización de listas de programas y canales localizados para proveedores de televisión por cable . Más tarde, el servicio, con la marca Prevue Channel o Prevue Guide y más tarde como Prevue, comenzó a transmitir segmentos intersticiales junto con la guía en pantalla, que incluían entretenimiento, noticias y promociones para los próximos programas. Después de que la empresa matriz de Prevue, United Video Satellite Group, adquiriera la revista de entretenimiento TV Guide en 1998 (UVSG, a su vez, sería adquirida por Gemstar al año siguiente), el servicio se relanzó comoTV Guide Channel (más tarde TV Guide Network), que ahora presentaba programas de larga duración relacionados con la industria del entretenimiento, incluidas revistas de noticias y reality shows , junto con la cobertura de la alfombra roja de los principales programas de premios.
Luego de la adquisición de TV Guide Network por parte de Lionsgate en 2009, su programación comenzó a cambiar hacia un formato de entretenimiento general con reposiciones de dramas y comedias de situación. En 2013, CBS Corporation adquirió una participación del 50% en la red y la red pasó a llamarse TVGN. Al mismo tiempo, a medida que su propósito original se volvió obsoleto debido a las guías de programación integradas que ofrecían las plataformas de televisión digital, la red comenzó a restar importancia y eliminar gradualmente su servicio de listas de programas; a partir de junio de 2014, ninguno de los contratos de transporte de la red requiere la visualización de los listados, y se excluyeron por completo de su alta definición de transmisión simultánea En 2015, la red pasó a llamarse Pop. En 2019, CBS adquirió la participación del 50% de Lionsgate en la red y se fusionó con Viacom .
Pop está disponible para 67.348 millones de hogares en Estados Unidos a partir de septiembre de 2018. El 18 de septiembre de 2014, CBS y Lionsgate anunciaron que TVGN (anteriormente TV Guide Network) se relanzaría como Pop a principios de 2015, y el cambio de marca se anunció más tarde el 14 de enero de ese año. El nuevo canal de marca cambiaría hacia la programación sobre el fandom de la cultura pop y transmitiría 400 horas de programación original después del cambio de marca, incluido un programa de telerrealidad protagonizado por New Kids on the Block y la comedia de situación canadiense Schitt's Creek, el primer programa de Pop TV en recibir nominaciones al Premio Primetime Emmy, incluida la Serie de Comedia Sobresaliente.  Pop estuvo disponible en AT&T U-verse el 1 de marzo de 2016.
El 12 de marzo de 2019, CBS adquirió la participación del 50% de Lionsgate en Pop, lo que convirtió a Pop en parte de CBS Cable Networks. Luego se convirtió en parte de ViacomCBS Domestic Media Networks el 4 de diciembre de 2019, cuando CBS se fusionó con Viacom. Ahora bajo la administración de este último, se fusionó con la unidad de cable existente de Viacom con las correspondientes pérdidas de empleo debido a los despidos. Como Viacom tradicionalmente produce su programación internamente para sus redes de cable en lugar de productores externos, las renovaciones de la segunda temporada para Flack y Florida Girls, junto con un pedido de serie para Best Intentionsfueron revocados, con Viacom liberando las tres series para comprarlas en otros lugares sin penalización.

## Programación
La programación actual que se ve en Pop incluye una combinación de series originales y de realidad, series adquiridas y coproducidas internacionalmente y reposiciones de programas de la biblioteca CBS Media Ventures. Anteriormente, la red también transmitió la lucha libre profesional Impact Wrestling y Paragon Pro Wrestling, con sede en Las Vegas.